# Národní park Babia Góra

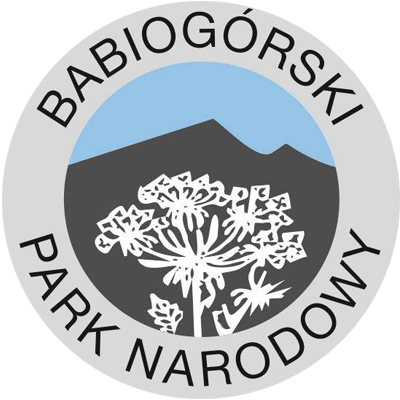
Logo národního parku

Národní park Babia Góra (polsky Babiogórski Park Narodowy) je polský národní park, který byl vytvořen roku 1954 na území tehdejšího krakovského vojvodství.
Nachází se v jižní části Polska, na území suského a nowotargowského okresu (nyní malopolské vojvodství) na hranicích se Slovenskem. Na druhé straně hranice existuje CHKO Horná Orava. Zahrnuje severní i jižní část masivu Babie hory, včetně nejvyššího vrcholu Żywieckých Beskid - Diablaku (1725 m n. m.).
V Zawoji, kde sídlí správa národního parku, bylo vytvořeno speciální vzdělávací centrum národního parku, které přístupnou formou představuje přírodní hodnoty babiogorské přírody. Pro zvýšení atraktivity a návštěvnosti parku byla vyznačena síť naučných stezek.

## Historie
Park byl vytvořen nařízením vlády dne 30. října roku 1954. Rozkládá se na ploše 16,37 km2.
Území s přísnou ochranou zahrnovalo 1049,88 ha a s volnějším režimem 624,89 ha. Na vytvoření Národního parku Babia Góra mělo vliv více faktorů, mezi jinými vegetační stupeň, skupiny skalní vegetace a jako na jediném místě v Polsku existující stanoviště rostlin: hladýš andělikový a rožec alpský. Ve vrcholové partii Babie hory se vyskytuje v Beskydech jediné halné (horské) pásmo a řada zanikajících jezer.
V roce 1977 byla Babie hořee v rámci Národního parku přiřčen status Biosférické rezervace a byla zařazena do programu UNESCO-MAB (Člověk a biosféra). Více než 20leté snahy o zvětšení parku přinesly úspěch roku 1997. Nařízením vlády byla zvětšena rozloha na 3391,55 ha. Zároveň bylo vytvořeno ochranné pásmo o velikosti 8437 ha.

## Flora

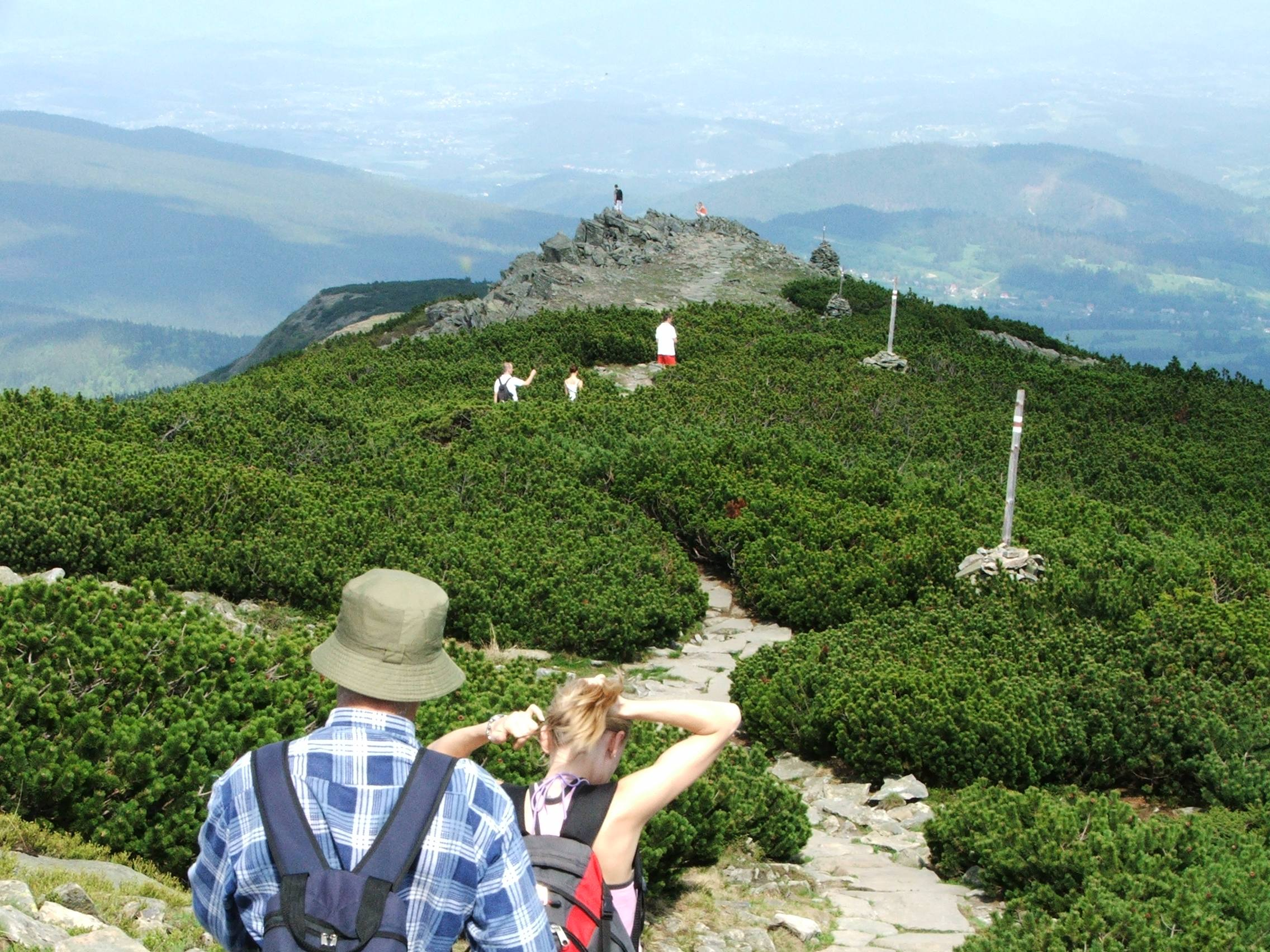
Klečový stupeň na Babiej górze

Na území parku bylo popsáno více než 500 druhů cévnatých rostlin, téměř 200 druhů mechů a řada lišejníků, řas a játrovek. Vyskytuje se zde 70 vysokohorských a 54 těch druhů, které podléhají druhové ochraně. Mají zde mimo jiné svá stanoviště v Polsku velmi vzácné druhy rostlin jako jsou: hladýš andělikový (ten je i symbolem Národního parku, neboť se vyskytuje pouze zde), dále pak rožec alpský, měkčilka jednolistá, ostřice blešní, hornice alpská, oměj tuhý moravský, zimozel severní.
Na Babie hoře je patrná vegetační stupňovitost horské vegetace. Jedná se o následující stupně spolu s jejími charakteristickými zástupci:
- Dolní stupeň (700-1150 m n. m.): buk lesní, smrk ztepilý, jedle (dosahují výšky až 45 m a obvodu kmene 350 cm), kyčelnice cibulkonosná, česnek medvědí
- Horní stupeň (1150-1350 m n. m.): smrk
- Klečový stupeň (1350 - 1650 m n. m.): borovice kleč, jeřáb ptačí, kostřava peřestá, větrnice narcisokvětá, hvozdík skvělý, lilie zlatohlavá
- Alpinský stupeň (1650 - 1725 m n. m.): sítina trojklaná, bika kaštanová tmavá, rožec alpský (babiogorský endemit)